# La Princesse du Nil (film, 1954)
Pour les articles homonymes, voir La Princesse du Nil.
Pour plus de détails, voir Fiche technique et Distribution.
La Princesse du Nil (Princess of the Nile) est un film américain réalisé par Harmon Jones et sorti en 1954.

## Synopsis
En 1240, accompagné de son compagnon d'armes, le Prince Haîdi s'en va porter à son père, le Calife de Bagdad, la nouvelle de sa victoire en Égypte. Il fait alors halte à Helwan, cité dominée par Rama Khan, chef des Bédouins, où son compagnon est assassiné et où la princesse Shalimar, la nuit venue, revêt l'identité de la danseuse Taura, afin d'organiser les actions de résistance contre le tyran.

## Fiche technique
- Titre : La Princesse du Nil
- Titre original : Princess of the Nile
- Réalisation : Harmon Jones
- Producteur : Robert L. Jacks
- Sociétés de production : Panoramic Productions
- Société de distribution : Twentieth Century Fox
- Scénario : Gerald Drayson Adams
- Musique : Lionel Newman (non crédité)
- Directeur de la photographie : Lloyd Ahern
- Montage : George A. Gittens
- Direction artistique : Addison Hehr
- Décorateur de plateau : Chester L. Bayhi
- Costumes : Travilla
- Pays d'origine :  États-Unis
- Langue : Anglais
- Format : couleur (Technicolor) — 35 mm — Mono (Western Electric Recording)
- Genre : Film d'aventure
- Durée : 71 minutes
- Date de sortie :
  - États-Unis : 11 juin 1954 New York

## Distribution
- Debra Paget : Princesse Shalimar / Taura
- Jeffrey Hunter : Prince Haidi
- Michael Rennie : Rama Khan
- Dona Drake : Mirva
- Michael Ansara : Capitaine Kral
- Edgar Barrier : Shaman
- Wally Cassell : Goghi
- Jack Elam : Basra
- Lisa Daniels : Servante
- Phyllis Winger : Servante
- Merry Anders : Servante
- Honey Bruce Friedman : Servante
- Suzanne Alexander : Servante
- Genice Grayson : Servante
- Jeanne Vaughn : Servante

Acteurs non crédités
- Billy Curtis : Tut
- Dayton Lummis : Prince Shamin
- Lee Van Cleef : Hakar
- Charles Wagenheim : Ami de Babu